# Whittonia
Whittonia es un género con una sola especie de plantas perteneciente a la familia Peridiscaceae. 